# آنت فن درسته-هولسهوف
آنت فن درسته-هولسهوف (آلمانی: Annette von Droste-Hülshoff؛ زاده ۱۰ ژانویهٔ ۱۷۹۷ - درگذشته ۲۴ مه ۱۸۴۸) یک نویسنده، شاعر، و آهنگساز اهل آلمان بود.